# Arthur Alftán
Arthur Leonard Linnarson Alftán, född den 27 december 1874 i Göteborg, död 17 maj 1929 i Lund, var en svensk skådespelare.

## Biografi
Alftán var 1903, som medlem av Carl Deurells teatersällskap, den förste att på scen kreera rollen som överliggaren Sten Stensson Stéen i John Wigforss' lustspel Sten Stensson Stéen från Eslöf. Senare under 1900-talets första decennium tillhörde han Hjalmar Selanders sällskap och omkring år 1920 ingick han i ensemblen vid Intima teatern i Stockholm.

## Filmografi (komplett)
- 1917 – Alexander den Store – statsrådet Mönther

## Teater

### Roller (ej komplett)
| År   | Roll                  | Produktion                                                 | Regi                           | Teater                                       |
| ---- | --------------------- | ---------------------------------------------------------- | ------------------------------ | -------------------------------------------- |
| 1911 |                       | Phyllis Cecil Hamilton                                     |                                | Intima teatern                               |
| 1911 |                       | Det ingen vet Theodor Wolff                                | Emil Grandinson                | Intima teatern                               |
| 1911 | Magistern             | Unge greven Knut Michaelson                                | Knut Michaelson                | Intima teatern                               |
| 1911 | Portvakten            | Jul August Strindberg                                      |                                | Intima teatern                               |
| 1912 | Mats                  | Kärlek utan strumpor Johan Herman Wessel                   |                                | Intima teatern                               |
| 1912 |                       | Aftonstjärnan Hjalmar Söderberg                            |                                | Intima teatern                               |
| 1912 |                       | Fannys första stycke George Bernard Shaw                   | Gustaf Collijn                 | Intima teatern                               |
| 1912 | Christian Mogensen    | Ett lyckligt äktenskap Peter Nansen                        |                                | Intima teatern                               |
| 1912 |                       | Baldevins bröllop Vilhelm Krag                             |                                | Intima teatern                               |
| 1912 |                       | Storken Hans Aanrud                                        |                                | Intima teatern                               |
| 1912 | John Murray           | Drönaren Rutherford Mayne                                  | Emil Grandinson                | Intima teatern                               |
| 1912 | Hamilton              | Hur man vinner en man (The Lottery Man) Rida Johnson-Young | Knut Nyblom                    | Vasateatern                                  |
| 1912 |                       | En kvinna utan betydelse Oscar Wilde                       | Knut Michaelson Gustaf Collijn | Intima teatern                               |
| 1913 | Vidal                 | Fästningen faller Sacha Guitry                             | Knut Michaelson                | Intima teatern                               |
| 1913 | Söderman              | Aldrig i livet Gustaf af Geijerstam                        | Emil Grandinson                | Intima teatern                               |
| 1913 | Christopher Wellwyn   | Vildfåglar John Galsworthy                                 | Knut Michaelson                | Intima teatern                               |
| 1913 | Savourette            | En parisare Edmond Gondinet                                | Knut Michaelson                | Intima teatern                               |
| 1914 | Nelnsko               | När fruarna resa André Monetzi-Eon och Nicolas Nancey      | Knut Nyblom                    | Vasateatern                                  |
| 1914 | Eusebius Findeisen    | Trötte Teodor Max Neal och Max Ferner                      | Knut Nyblom                    | Vasateatern                                  |
| 1915 | Emil Lindemann        | Nattfrämmande Fritz Friedmann-Frederich                    |                                | Vasateatern                                  |
| 1915 | Klatsch               | Inkvartering Dick Digerman                                 | Oscar Byström                  | Vasateatern                                  |
| 1915 | Lord Hamilton Tomkins | Niobe Harry Paulton och Edward Paulton                     | Oscar Byström                  | Vasateatern                                  |
| 1915 | Pasteiner             | En fiffikus Paul Frank                                     | Justus Hagman                  | Vasateatern                                  |
| 1915 | Doktor Mason          | Kärleken segrar Charles Klein                              | Justus Hagman                  | Vasateatern                                  |
| 1916 | Charles Bronson       | Annonsera! Roi Cooper Megrue och Walter Hackett            | Knut Nyblom                    | Vasateatern                                  |
| 1917 | Valtier               | Mästertjuven Tristan Bernard och Alfred Athis              | Einar Fröberg                  | Djurgårdsteatern                             |
| 1918 | Ärkebiskopen av York  | Richard III William Shakespeare                            | Einar Fröberg                  | Intima teatern                               |
| 1918 | Fyrvaktaren           | Ljunghuset Nils Wilhelm Lund                               | Einar Fröberg                  | Intima teatern                               |
| 1918 | Knut Winge            | Under lagen Edvard Brandes                                 | Einar Fröberg                  | Intima teatern                               |
| 1918 | Simon Sörensen        | Baldevins bröllop Vilhelm Krag                             |                                | Intima teatern                               |
| 1918 | Prokofij              | Den röde André Mikael Lybeck                               | Rune Carlsten                  | Intima teatern                               |
| 1919 | En doktor             | Balkongen Gunnar Heiberg                                   | Rune Carlsten                  | Intima teatern                               |
| 1920 | Jeronimus             | Barnsölet Ludvig Holberg                                   | Rune Carlsten                  | Intima teatern                               |
| 1920 | Auguste               | Aigretten Dario Niccodemi                                  | Einar Fröberg                  | Intima teatern                               |
| 1920 | Portvakten            | Damen i skärt Gertrude E. Jennings                         |                                | Djurgårdsteatern Flyttad till Intima teatern |
| 1921 | Planchet              | En hustru för mycket Francis de Croisset                   | Einar Fröberg                  | Intima teatern                               |
| 1921 | Gubben i kalott       | Himlens hemlighet Pär Lagerkvist                           | Einar Fröberg                  | Intima teatern                               |
| 1923 | Alexander Verall      | Eliza stannar Henry V. Esmond                              | Gösta Ekman                    | Djurgårdsteatern                             |

### Fotnoter
1. ↑   Sveriges dödbok 1901–2009 Swedish death index 1901–2009 (Version 5.0). Solna: Sveriges Släktforskarförbund. 2010. Libris 11931231
2. ↑  Sven Bjerstedt: "Axel Wallengren och Carl Deurell" i Fakirenstudier nr XVI (Lund 2002), sidan 31.
3. ↑  Harald Schiller & Arne Lundenbaum: En bok om Oscar Winge (Stockholm 1944)
4. ↑  Intima teaterns ensemble i Stockholms adresskalender 1920, avdelning 4518
5. ↑  Bo Bergman (4 oktober 1911). ”Teater, konst, litteratur”. Dagens Nyheter:  s. 7. http://arkivet.dn.se/arkivet/tidning/1911-10-04/14871/7. Läst 27 maj 2016.
6. ↑  ”Teater, konst, litteratur”. Dagens Nyheter:  s. 7. 18 oktober 1911. http://arkivet.dn.se/arkivet/tidning/1911-10-18/14885/7. Läst 27 maj 2016.
7. ↑  Bo Bergman (31 oktober 1911). ”Teater, konst, litteratur”. Dagens Nyheter:  s. 8. http://arkivet.dn.se/arkivet/tidning/1911-10-31/14898/8. Läst 27 maj 2016.
8. ↑  ”Teater, konst, litteratur”. Dagens Nyheter:  s. 7. 27 december 1911. http://arkivet.dn.se/arkivet/tidning/1911-12-27/14953/7. Läst 13 maj 2016.
9. ↑  Bo Bergman (2 januari 1912). ”Teater, konst, litteratur”. Dagens Nyheter:  s. 9. https://arkivet.dn.se/sok/?searchTerm=&fromPublicationDate=1912-01-02&toPublicationDate=1912-01-02. Läst 28 maj 2016.
10. ↑  Bo Bergman (8 mars 1912). ”Premiären på Intima teatern: Hjalmar Söderbergs pjäs en succès”. Dagens Nyheter:  s. 6. http://arkivet.dn.se/arkivet/tidning/1912-03-08/15023/6. Läst 28 maj 2016.
11. ↑  Bo Bergman (10 april 1912). ”Teater, konst, litteratur”. Dagens Nyheter:  s. 8. http://arkivet.dn.se/arkivet/tidning/1912-04-10/15053/8. Läst 28 maj 2016.
12. ↑  Bo Bergman (28 april 1912). ”'Ett lyckligt äktenskap' på Intima teatern”. Dagens Nyheter:  s. 7. http://arkivet.dn.se/arkivet/tidning/1912-04-28/15071/7. Läst 28 maj 2016.
13. ↑  ”Teater, konst, litteratur”. Dagens Nyheter:  s. 6. 24 augusti 1912. http://arkivet.dn.se/arkivet/tidning/1912-08-24/15186/6. Läst 28 maj 2016.
14. ↑  Bo Bergman (13 september 1912). ”'Storken' Intima teaterns premiär”. Dagens Nyheter:  s. 5. http://arkivet.dn.se/arkivet/tidning/1912-09-13/15206/5. Läst 28 maj 2016.
15. ↑  ”Teater, konst, litteratur”. Dagens Nyheter:  s. 10. 3 november 1912. http://arkivet.dn.se/arkivet/tidning/1912-11-03/15257/10. Läst 2 april  2016.
16. ↑  ”Hur man vinner en man”. Musikverket. https://calmview.musikverk.se/CalmView/Record.aspx?src=CalmView.Performance&id=PERF23247&pos=343. Läst 12 maj 2024.
17. ↑  ”Teater, konst, litteratur”. Dagens Nyheter:  s. 9. 25 november 1912. http://arkivet.dn.se/arkivet/tidning/1912-11-25/15279/9. Läst 28 maj 2016.
18. ↑  ”Teater, konst, litteratur”. Dagens Nyheter:  s. 6. 6 februari 1913. http://arkivet.dn.se/arkivet/tidning/1913-02-06/15348/6. Läst 2 april 2016.
19. ↑  ”Aldrig i lifvet”. Musikverket. http://calmview.musikverk.se/CalmView/Record.aspx?src=CalmView.Performance&id=PERF29357&pos=38. Läst 13 maj 2016.
20. ↑  ”Premiären av 'Vildfåglar' på Intima teatern i går”. Dagens Nyheter:  s. 1. 23 april 1913. http://arkivet.dn.se/arkivet/tidning/1913-04-23/15421/1. Läst 13 maj 2016.
21. ↑  ”En parisare”. Musikverket. http://calmview.musikverk.se/CalmView/Record.aspx?src=CalmView.Performance&id=PERF29359&pos=40. Läst 13 maj 2016.
22. ↑  ”När fruarna resa”. Musikverket. http://calmview.musikverk.se/CalmView/Record.aspx?src=CalmView.Performance&id=PERF14556&pos=215. Läst 8 juli 2015.
23. ↑  ”Trötte Teodor”. Musikverket. http://calmview.musikverk.se/CalmView/Record.aspx?src=CalmView.Performance&id=PERF14400&pos=219. Läst 8 juli 2015.
24. ↑  ”Nattfrämmande”. Musikverket. http://calmview.musikverk.se/CalmView/Record.aspx?src=CalmView.Performance&id=PERF14557&pos=220. Läst 9 juli 2015.
25. ↑  ”Inkvartering”. Musikverket. http://calmview.musikverk.se/CalmView/Record.aspx?src=CalmView.Performance&id=PERF14379&pos=221. Läst 9 juli 2015.
26. ↑  ”Niobe”. Musikverket. http://calmview.musikverk.se/CalmView/Record.aspx?src=CalmView.Performance&id=PERF14558&pos=222. Läst 9 juli 2015.
27. ↑  ”En fiffikus”. Musikverket. http://calmview.musikverk.se/CalmView/Record.aspx?src=CalmView.Performance&id=PERF22373&pos=227. Läst 9 juli 2015.
28. ↑  ”Kärleken segrar”. Musikverket. http://calmview.musikverk.se/CalmView/Record.aspx?src=CalmView.Performance&id=PERF14538&pos=228. Läst 9 juli 2015.
29. ↑  ”Annonsera”. Musikverket. http://calmview.musikverk.se/CalmView/Record.aspx?src=CalmView.Performance&id=PERF14361&pos=23. Läst 5 juli 2015.
30. ↑  ”Teater Musik”. Dagens Nyheter:  s. 6. 25 juni 1917. http://arkivet.dn.se/arkivet/tidning/1917-06-25/168/6. Läst 20 juli 2015.
31. ↑  ”Richard III”. Musikverket. http://calmview.musikverk.se/CalmView/Record.aspx?src=CalmView.Performance&id=PERF29419&pos=100. Läst 17 maj 2016.
32. ↑  ”Ljunghuset”. Musikverket. http://calmview.musikverk.se/CalmView/Record.aspx?src=CalmView.Performance&id=PERF29420&pos=101. Läst 17 maj 2016.
33. ↑  ”Under lagen”. Musikverket. http://calmview.musikverk.se/CalmView/Record.aspx?src=CalmView.Performance&id=PERF29421&pos=103. Läst 17 maj 2016.
34. ↑  Bo Bergman (23 maj 1918). ”'Baldevins bröllop' på Intima teatern”. Dagens Nyheter:  s. 6. http://arkivet.dn.se/arkivet/tidning/1918-05-23/135/6. Läst 17 maj 2016.
35. ↑  ”Den röde André”. Musikverket. http://calmview.musikverk.se/CalmView/Record.aspx?src=CalmView.Performance&id=PERF29423&pos=102. Läst 17 maj 2016.
36. ↑  ”Balkongen”. Musikverket. http://calmview.musikverk.se/CalmView/Record.aspx?src=CalmView.Performance&id=PERF29432&pos=110. Läst 19 maj 2016.
37. ↑  ”Barnsölet”. Musikverket. http://calmview.musikverk.se/CalmView/Record.aspx?src=CalmView.Performance&id=PERF29441&pos=119. Läst 23 maj 2016.
38. ↑  ”Aigretten”. Musikverket. http://calmview.musikverk.se/CalmView/Record.aspx?src=CalmView.Performance&id=PERF29442&pos=120. Läst 23 maj 2016.
39. ↑  ”Scen och kabaret”. Dagens Nyheter:  s. 5. 30 juli 1920. https://arkivet.dn.se/sok/?searchTerm=&fromPublicationDate=1920-07-30&toPublicationDate=1920-07-30. Läst 23 maj 2016.
40. ↑  ”En hustru för mycket”. Musikverket. http://calmview.musikverk.se/CalmView/Record.aspx?src=CalmView.Performance&id=PERF29453&pos=130. Läst 23 maj 2016.
41. ↑  ”Himlens hemlighet”. Musikverket. http://calmview.musikverk.se/CalmView/Record.aspx?src=CalmView.Performance&id=PERF29455&pos=132. Läst 23 maj 2016.
42. ↑  ”Teater och Musik”. Dagens Nyheter:  s. 6. 11 augusti 1923. http://arkivet.dn.se/arkivet/tidning/1923-08-11/215/6. Läst 26 juli 2015.